# Ortiporio
Ortiporiu est une commune française située dans la circonscription départementale de la Haute-Corse et le territoire de la collectivité de Corse. Le village appartient à la piève de Casacconi, en Castagniccia.

## Géographie

### Situation
Ortiporio est une commune de l'intérieur de l'île, dans l'ancienne pieve de Casacconi. Elle est limitrophe du « territoire de vie » Castagniccia à l'extrémité septentrionale du parc naturel régional de Corse. Elle fait partie de la « petite Castagniccia », une microrégion à forte densité humaine jadis.

### Géologie et relief
Ortiporio est une commune de moyenne montagne, sans façade maritime.
Elle se situe dans l'En-Deçà-des-Monts (Cismonte en langue corse) ou Corse schisteuse au nord-est de l'île, dans le prolongement de l'arête schisteuse du Cap Corse qui se poursuit avec le massif du San Petrone et se termine au sud de la Castagniccia. Son plus haut sommet est Monte Compoli culminant à 1 230 m d'altitude, à 800 m (distance orthodromique) au nord de Punta di San Paolo (1 230 m) qui est « à cheval » sur quatre communes : Poggio-Marinaccio, Giocatojo, Morosaglia et Ortiporio.

### Territoire
Son territoire se situe sur la rive gauche de la moyenne vallée du Golo. Il est ainsi délimité :
- Au sud, il s'étend sur le flanc oriental de la ligne de crête partant de Punta di San Paolo et rejoignant Monte Sant' Angelo (1 218 m), « à cheval » sur Monte, Silvareccio et Loreto-di-Casinca, via Cima a u Borgu (930 m) et Cima de Penta Frescaja (1 114 m), tous deux sur Casabianca ;
- À l'ouest, depuis Punta di San Paolo, ce territoire est limité en grande partie par une autre ligne de crête passant par le Rocher de Compoli (1 101 m) jusqu'à la Punta di a Mazze (1 041 m).
- Au nord, ses limites sont représentées par le ruisseau d'Olivaio, puis par le ruisseau de Vagnaninco d'où elles suivent une petite ligne de crête rejoignant la confluence des ruisseaux de Casacconi et du Raimondasco à l'extrémité septentrionale de la commune.
- À l'est, depuis la confluence du ruisseau de Raimondasco avec le Casacconi au nord de la commune, la ligne de démarcation territoriale remonte le cours du Casacconi jusqu'à hauteur du hameau de Fornoli puis suit une arête rocheuse jusqu'en limite de Casabianca dans le P.N.R.C.. De là, la ligne continue au sud et rejoint à une altitude de 697 m, la ligne de crête Punta di San Paolo - Monte Sant' Angelo, soit à 550 m « à vol d'oiseau » du couvent Sant' Antone ruiné.

### Hydrographie
Le relief comporte un réseau hydrologique dense, marqué par plusieurs petits cours d'eau avec autant de petits vallons encaissés. Les principaux cours d'eau sont les ruisseaux de Piano, d'Olivaio, de Vagnaninco et de Piedivecchi qui alimentent de leurs eaux le ruisseau de Casacconi. Affluent du Golo, ce dernier prend naissance à proximité de l'église Saint-Augustin et se jette dans le fleuve après un parcours de 7,5 km.
De nombreuses fontaines existent ; les noms de plusieurs d'entre elles sont portées sur les cartes.
Deux réservoirs ont été mis en place pour les besoins en eau de la commune.

### Climat et végétation
En raison des conditions climatiques tempérées et humides y régnant, le territoire est très vert. Le sol est couvert d'une végétation arborescente dominée par des châtaigneraies, le plus souvent présentes sous forme de vergers ou de taillis, avec des chênaies. Le sous-bois est très dense, composé de hautes bruyères, d'arbousiers et de houx. Des animaux (bovins et porcins) y sont élevés en liberté.
De petites ripisylves arborescentes, composées majoritairement d'aulnes au milieu desquels subsistent encore de grands noyers, longent les différents cours d’eau.

### Voies de communication et transports

#### Accès routiers
Il existe plusieurs possibilités pour accéder à Ortiporio depuis Barchetta sur la route nationale 193 ou des villages de l'intérieur de la Castagniccia et du P.N.R.C. :
- la D 15, qui est le prolongement de la route reliant Volpajola au col de Saint-Antoine (Casabianca) en traversant la commune de Penta-Acquatella. Cette route est étroite et sinueuse.
- la D 515 qui part de la route D 15 à Barchetta et s'arrête à l'entrée de Nocario en traversant Campile puis Crocicchia avant d'atteindre Ortiporio

#### Transports
Il n'y a pas d'autres façons pour accéder à Ortiporio. Il n'existe pas de service de bus. Toutefois, pour les urgences sanitaires, une hélisurface existe devant l'église Saint-Augustin.
Ortiporio est distant, par route, de 38 km du port de commerce de Bastia, de 10 km de la gare des CFC de Barchetta et de 23 km de l'aéroport de Bastia Poretta.

## Urbanisme

### Typologie
Ortiporio est une commune rurale, car elle fait partie des communes peu ou très peu denses, au sens de la grille communale de densité de l'Insee,,,.
Par ailleurs la commune fait partie de l'aire d'attraction de Bastia, dont elle est une commune de la couronne. Cette aire, qui regroupe 93 communes, est catégorisée dans les aires de 50 000 à moins de 200 000 habitants,.

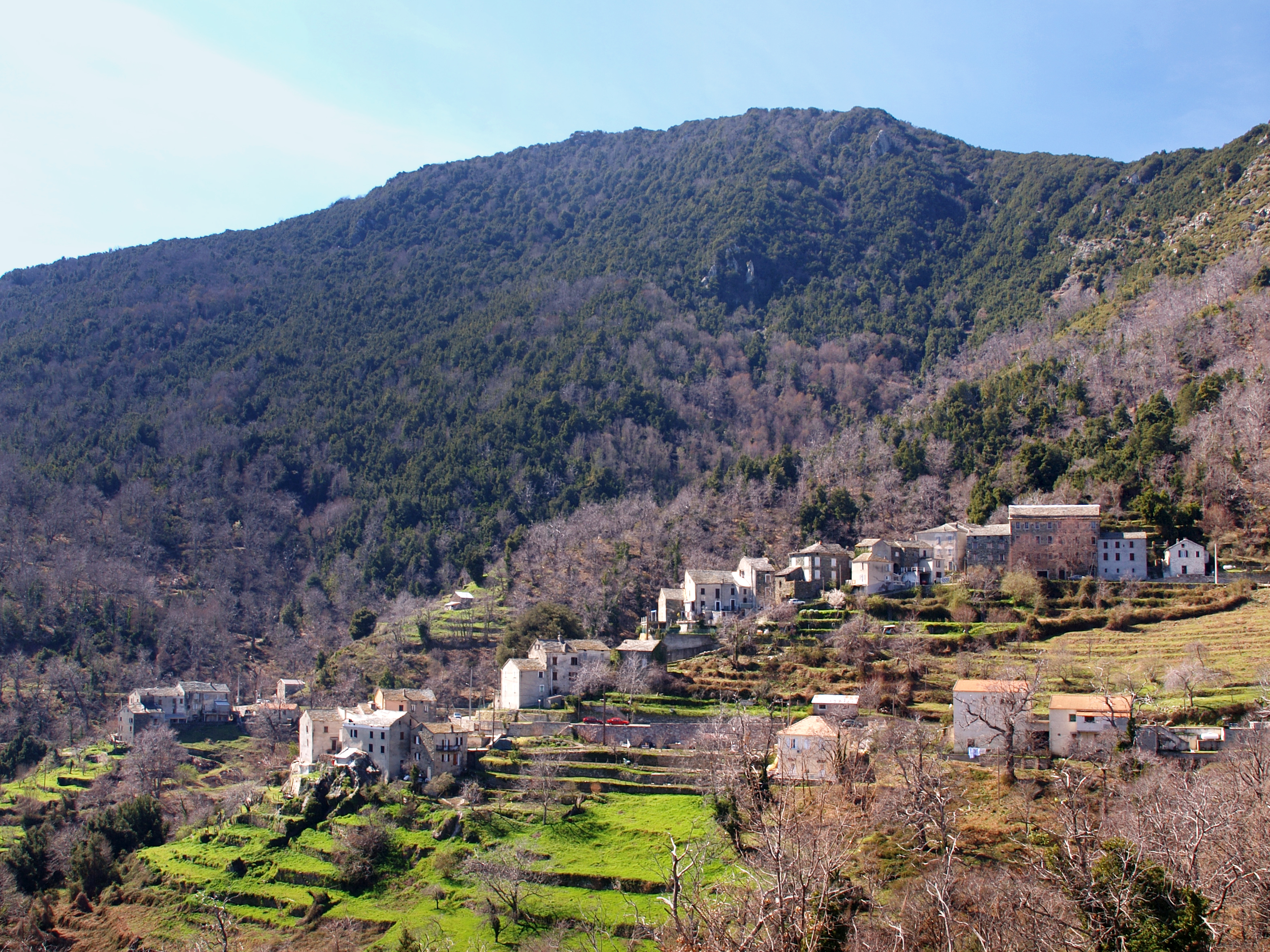
Vue de Piazze.

L'habitat s'est développé sur le flanc oriental du Rocher de Compoli. Il a été bâti, autrefois comme partout ailleurs sur l'île, sur des pitons ou de petites arêtes rocheuses « pour voir venir l'envahisseur ». Les constructions qui sont pour la plupart anciennes, présentent des murs enduits avec des toits d'ardoises (teghje). Peu de maisons présentent des murs de pierre. Leurs façades sont austères, sans balcons. Les « maisons de notables » sont facilement repérables. Nombre de ces maisons sont reprises à l'inventaire général du patrimoine culturel par la Collectivité territoriale de Corse.
Ortiporio se compose de plusieurs lieux habités : le village ou Piazze, et les hameaux de Pianelli, Pertinacce, Prunelli et Fornoli.

### Occupation des sols
L'occupation des sols de la commune, telle qu'elle ressort de la base de données européenne d’occupation biophysique des sols Corine Land Cover (CLC), est marquée par l'importance des forêts et milieux semi-naturels (94,3 % en 2018), une proportion identique à celle de 1990 (94,3 %). La répartition détaillée en 2018 est la suivante : 
forêts (78,9 %), milieux à végétation arbustive et/ou herbacée (15,4 %), zones agricoles hétérogènes (5,7 %). L'évolution de l’occupation des sols de la commune et de ses infrastructures peut être observée sur les différentes représentations cartographiques du territoire : la carte de Cassini (XVIIIe siècle), la carte d'état-major (1820-1866) et les cartes ou photos aériennes de l'IGN pour la période actuelle (1950 à aujourd'hui).

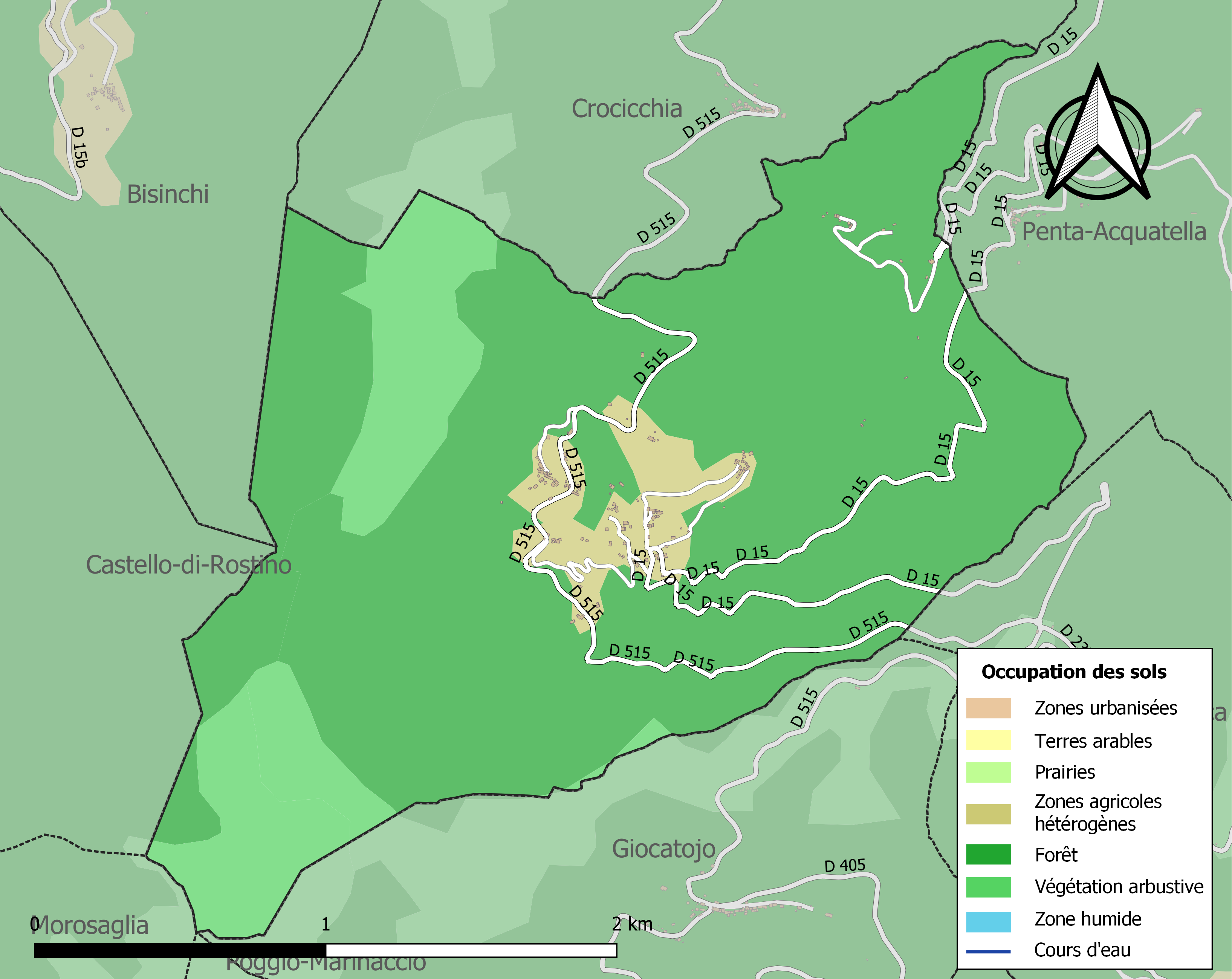
Carte des infrastructures et de l'occupation des sols de la commune en 2018 (CLC).

### Piazze

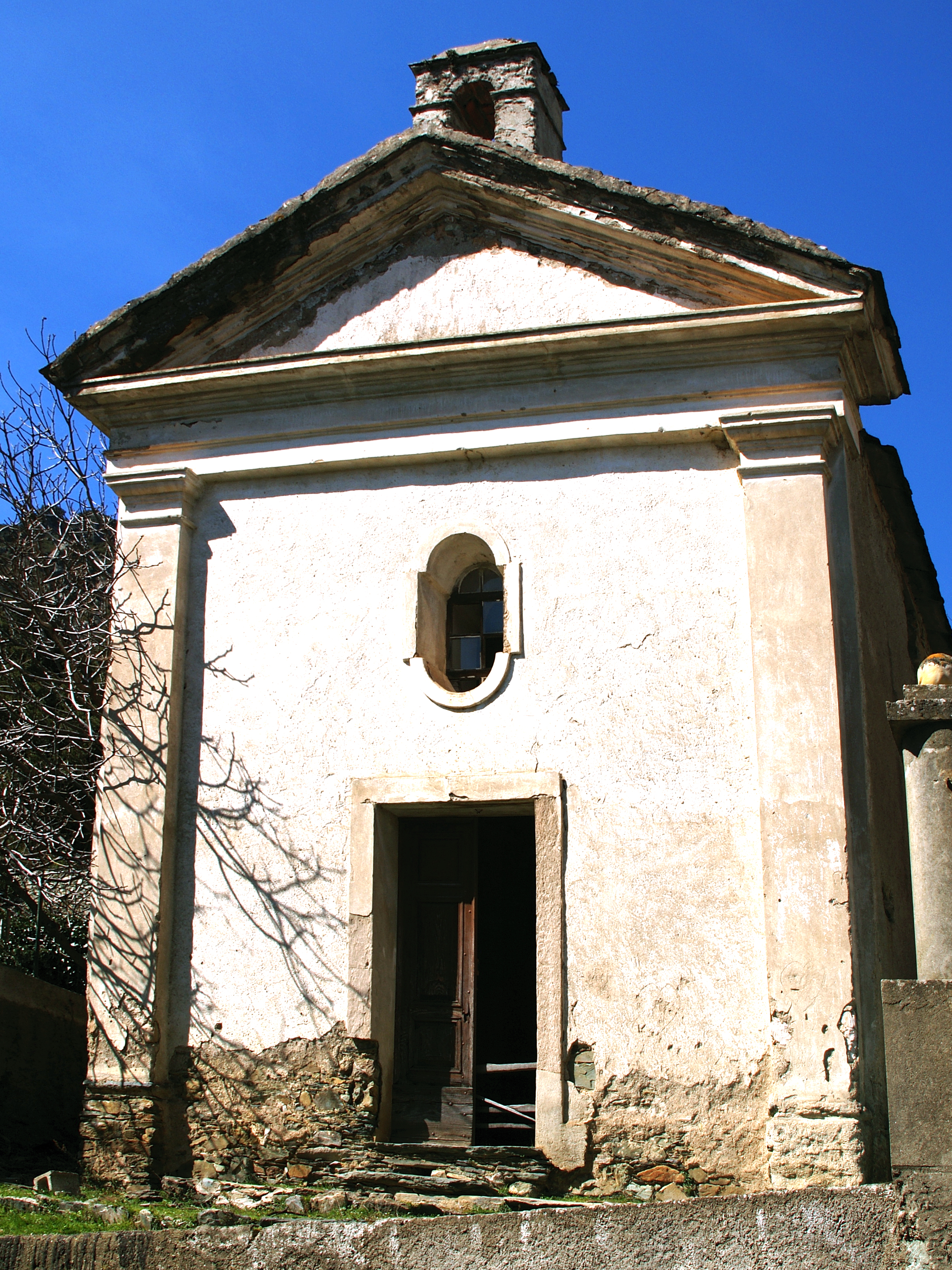
Chapelle Saint-Sébastien.

Le village de Piazze est le plus haut lieu habité de la commune, sa petite chapelle Saint-Sébastien se situant à 691 m d'altitude. S'y trouve la mairie. L'église paroissiale Saint-Augustin, avec le monument aux morts qui lui fait face et le cimetière attenant, se dresse à l'entrée du village, loin des habitations.

### Pianelli
Le hameau de Pianelli se situe au sud-est et en contrebas du village auquel il est relié par la route départementale D 15d. Il renferme la petite chapelle San Michele.

### Prunelli
Prunelli est un petit hameau qui se situe entre le village et Pianelli.

### Pertinacce
Ce hameau n'est accessible qu'à partir de Pianelli.

### Fornoli
Fornoli se situe au nord de la commune, proche du village de Penta-Acquatella qui se situe à environ (500 m) à l'est. Au sommet d'une colline à 416 m d'altitude, isolée, se trouve la chapelle San Giovanni.

## Histoire
Le site était occupé depuis très longtemps.

### Antiquité
Le Casacconi territoire proche de la colonie romaine de Mariana à l'embouchure du Golo, devait être une circonscription administrative établie par Rome. Comme en témoignent les découvertes de fouilles dans le Rostino plus en amont du fleuve, les Romains ont occupé une partie du Casacconi. « La colonie militaire de Mariana, fondée par Marins, vers l'an 100 avant Jésus-Christ, sur l'emplacement de Nicaea, a dû essaimer de bonne heure. Les Licnini (Casacconi ?) établis au Sud des Cilebenses et à l'Ouest des Mariani occupaient le bassin moyen du Golo. Maîtres des pays de Casacconi et d'Ampugnani ils ont dû être refoulés vers la montagne, peuplant les cantons de Caccia et du Niolo ».

### Moyen Âge
Au Moyen Âge, le territoire actuel d'Ortiporio se situait dans la pieve de Casacconi, relevant du diocèse de Mariana.
Du VIIIe siècle au Xe siècle, les Sarrasins ont occupé l'île qu'ils avaient envahie.
- Vers 860 - Une lente et anarchique reconquête sur les Maures s'opère avec Ugo Colonna, patricien romain nommé comte de Corse par le Pape. Le nord-est de la Corse est reconquis par Oberto un descendant de Boniface marquis toscan fondateur de Bonifacio, et ancêtre des Malaspina et des Obertenghi. Oberto avait le concours d'autres seigneurs tel Amondino ancêtre des Amondaschi seigneurs en Casacconi, Costiere, Rostino, Giuvellina, Niolo, puis Talcini, Venaco, Casinca, Marana.
- 1077 - Le Saint-Siège revendique ses droits de suzeraineté et, peu après, envoie des seigneurs pisans achever la conquête de l'île . Les Sarrasins évacuent les vallées du Golo et du Tavignano, cherchant un refuge dans les montagnes les plus abruptes et les plus inaccessibles.

Comme peuvent le laisse supposer les armoiries et les inscriptions apposées (ARMA MORONI ANNO 1120 ...) sur la façade de la maison de notable de la famille Moroni à Piazze, Ils ont sans doute été chassés du site d'Ortiporio par le seigneur féodal Moroni.
- 1091 - Daibert archevêque de Pise, institué primat de l'île par le pape Urbain II, s'emploie à rétablir l'Église en Corse.
- 1092 - Urbain II lui donne comme suffragants les évêchés de la Corse.
- 1185 - La Corse est définitivement débarrassée de leur présence.

De Xavier Poli concluant son ouvrage La Corse dans l'Antiquité et dans le Haut Moyen Âge, on peut citer : « Au point de vue économique, les résultats furent aussi déplorables. En chassant les habitants des villes côtières, en les refoulant de la vallée pour les isoler sur les hauts plateaux, le musulman supprima l'amour du travail, en rendant tout travail impossible. La Méditerranée, le plus beau champ de la Corse, fut interdit aux insulaires qui, de marins ou ouvriers agricoles, devinrent pâtres. Plus de commerce, par conséquent nécessité absolue de vivre des produits de la montagne. ».

### Temps modernes
- Début du XVIe siècle, vers 1520, la pieve de Casacconi comptait environ 2 000 habitants. Elle avait pour lieux habités les communautés de l’Ulmo, li Prinelli, lo Carogno, Divina, lo Monte, la Ferlagia, le Filete, la Penta, Fornoli, Ortipolio, la Crosichia, Micoria, Sanvito, Antibia, Casefelce, Campire, la Canagia, Grampa[9].
- 1553, la pieve de Casacconi relève du diocèse d'Accia et Mariana.
- Début du XVIIIe siècle, Ortiporio se trouvait dans la pieve de Casacconi laquelle comptait 1 956 habitants avec environ 400 feux[10]. Casacconi qui relevait de la juridiction de Bastia, avait pour principales communautés : Ortiporio, Fornoli, Pertinaccie, Crociccia, Pianelli, Camere, Pietra, Piazze, Nicoria, Costa Uergaliesi, Canagia, Ferlagia, Lordo, Filette, Monte, Carogna, Diuina, Campile, Penta, Aquatella, Monte, Olmi, e Furnelli.
- 1789 - La Corse fait partie du royaume de France. Avec la Révolution française, est créé en 1790 le département de Corse, puis en 1793, celui de El Golo (l'actuelle Haute-Corse).
- 1790 - La piève de Casacconi devient le canton de Casacconi.
- 1793 - Ortiporio est attachée au canton de Casacconi, dans le district de Bastia. (An II) la commune portait le nom de Ortiporis, ainsi que sur le bulletin des lois en 1801[11] avant de prendre son nom d'aujourd'hui.
- 1811 - Les deux départements de l'île sont fusionnés pour le seul département de Corse.
- 1828 - Le canton de Casacconi devient le canton de Campile.

### Époque contemporaine
- 1934 - Nuit du 3 au 4 février : une terrible avalanche provoqua la mort de 37 personnes. Le niveau de neige dépassait 1,50 m par endroits. Une stèle dans l'église Saint-Augustin rappelle cette tragique catastrophe[12],[13].
- 1954 - Le canton de Campile comprenait les communes de Campile, Crocicchia, Monte, Olmo, Ortiporio, Penta-Acquatella et Prunelli-di-Casacconi. Ortiporio comptait 295 habitants[9].
- 1973 - Est créé le canton d'Alto-di-Casacconi (chef-lieu Campitello) avec la fusion imposée des anciens cantons de Campile et Campitello.
- 1975 - Ortiporio « repasse » dans le département de la Haute-Corse nouvellement créé.

## Politique et administration
| Période                                  | Période  | Identité                | Étiquette | Qualité                                             |
| ---------------------------------------- | -------- | ----------------------- | --------- | --------------------------------------------------- |
| Les données manquantes sont à compléter. |          |                         |           |                                                     |
| ?                                        | ?        | Jean Augustin Raffaelli | Rad.      | Conseiller général du canton de Campile (1961-1967) |
| avant 1981                               | ?        | Félix Ventura           | DVG       |                                                     |
| avant 1995                               | 2008     | Marc Raffaelli          |           | .                                                   |
| mars 2008                                | En cours | Pascal Sarti            | DVG       | Agriculteur                                         |

## Population et société

### Démographie
L'évolution du nombre d'habitants est connue à travers les recensements de la population effectués dans la commune depuis 1800. Pour les communes de moins de 10 000 habitants, une enquête de recensement portant sur toute la population est réalisée tous les cinq ans, les populations de référence des années intermédiaires étant quant à elles estimées par interpolation ou extrapolation. Pour la commune, le premier recensement exhaustif entrant dans le cadre du nouveau dispositif a été réalisé en 2008.

En 2022, la commune comptait 130 habitants, en évolution de +0,78 % par rapport à 2016 (Haute-Corse : +5,15 %, France hors Mayotte : +2,11 %).
| 1800 | 1806 | 1821 | 1831 | 1836 | 1841 | 1846 | 1851 | 1856 |
| ---- | ---- | ---- | ---- | ---- | ---- | ---- | ---- | ---- |
| 481  | 442  | 501  | 476  | 517  | 527  | 533  | 543  | 509  |

| 1861 | 1866 | 1872 | 1876 | 1881 | 1886 | 1891 | 1896 | 1901 |
| ---- | ---- | ---- | ---- | ---- | ---- | ---- | ---- | ---- |
| 463  | 504  | 493  | 498  | 524  | 436  | 394  | 406  | 356  |

| 1906 | 1911 | 1921 | 1926 | 1931 | 1936 | 1946 | 1954 | 1962 |
| ---- | ---- | ---- | ---- | ---- | ---- | ---- | ---- | ---- |
| 350  | 404  | 329  | 295  | 290  | 249  | 245  | 295  | 193  |

| 1968 | 1975 | 1982 | 1990 | 1999 | 2006 | 2008 | 2013 | 2018 |
| ---- | ---- | ---- | ---- | ---- | ---- | ---- | ---- | ---- |
| 167  | 119  | 100  | 104  | 113  | 123  | 126  | 132  | 125  |

| 2022 | - | - | - | - | - | - | - | - |
| ---- | - | - | - | - | - | - | - | - |
| 130  | - | - | - | - | - | - | - | - |

### Cultes
Le culte pratiqué est le catholicisme. L'église paroissiale Saint-Augustin, relève du diocèse d'Ajaccio. San Austinu, la fête patronale, est célébrée le 28 août de chaque année.

## Culture locale et patrimoine

### Lieux et monuments
Un album photos d'Ortiporio existe dans la base Mémoire

#### Patrimoine architectural

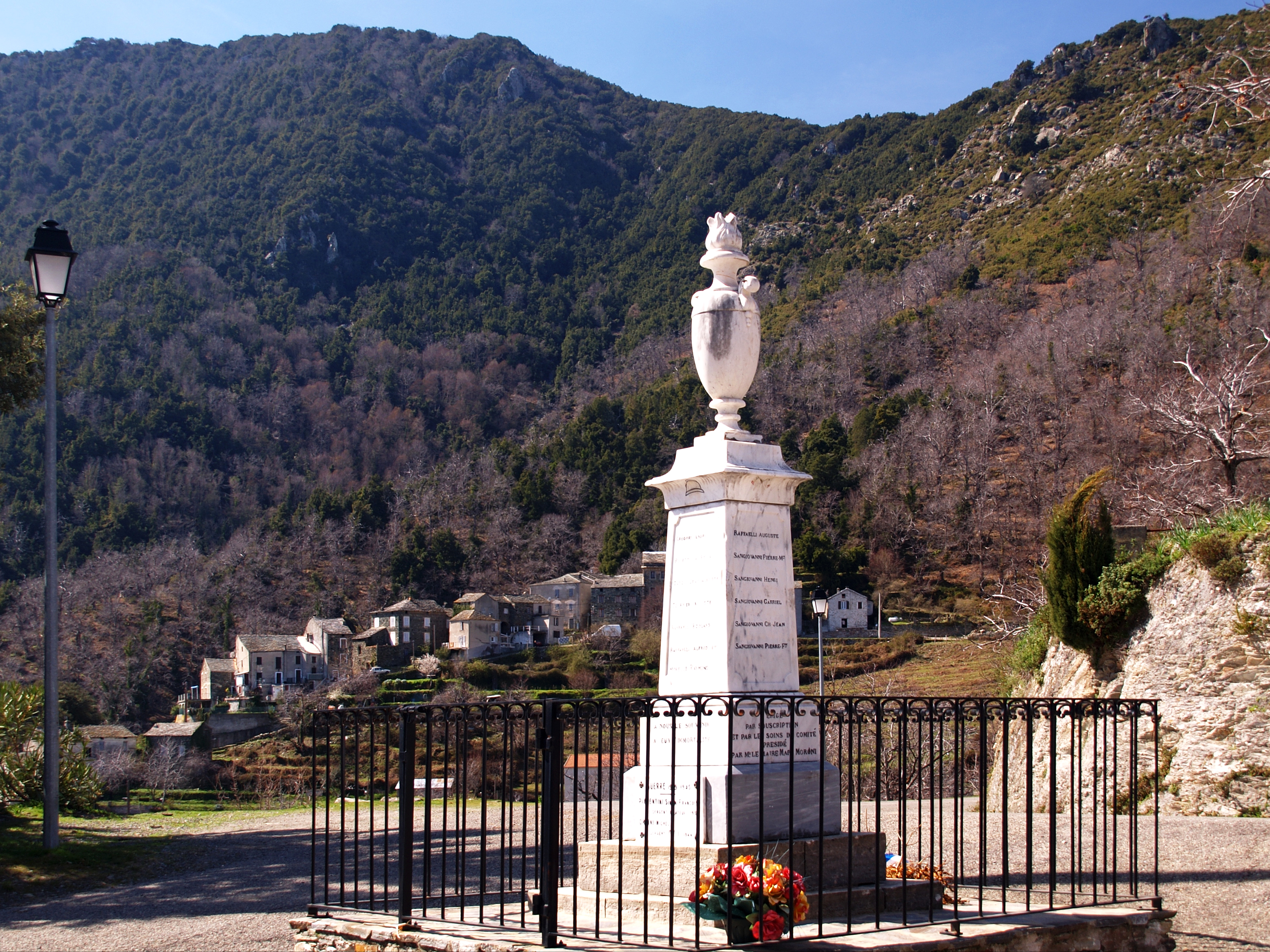
Monument aux morts.

- Monument aux morts. Il se dresse face à la façade occidentale de l'église paroissiale Saint-Augustin.
- Maison natale du général Moroni à Piazze. Sur sa façade antérieure sont disposées les armoiries de la famille Moroni et une plaque sur ses origines.

##### Église Saint-Augustin
L'église paroissiale Saint-Augustin (San Austinu) est située à environ 600 m du village, à son entrée nord par la route D 515. Cette remarquable église du début XVIIe siècle de style baroque, présente une façade occidentale originale. Composée de deux étages surmontés d'un fronton, la façade a un plan vertical légèrement concave, ce qui est l'expression de l'influence génoise issue du « rococo français à l'italienne ».
La porte de la façade occidentale est encadrée de deux paires de colonnes jumelles cylindriques soutenues par deux volutes encastrées dans le mur. L'ensemble est surmonté d'un cartouche tout en volutes mais avec un intérieur vide de tout ornement.
Remarquablement décorée, la fenêtre ovale du second niveau est en rapport avec le reste de la façade.
L'édifice religieux est repris à l'inventaire général du patrimoine culturel.
En mars 2004 l’Association Saint-Augustin a été créée pour sa sauvegarde.
Autour de l'église, hors du cimetière, sont disposés des « caveaux de famille ».

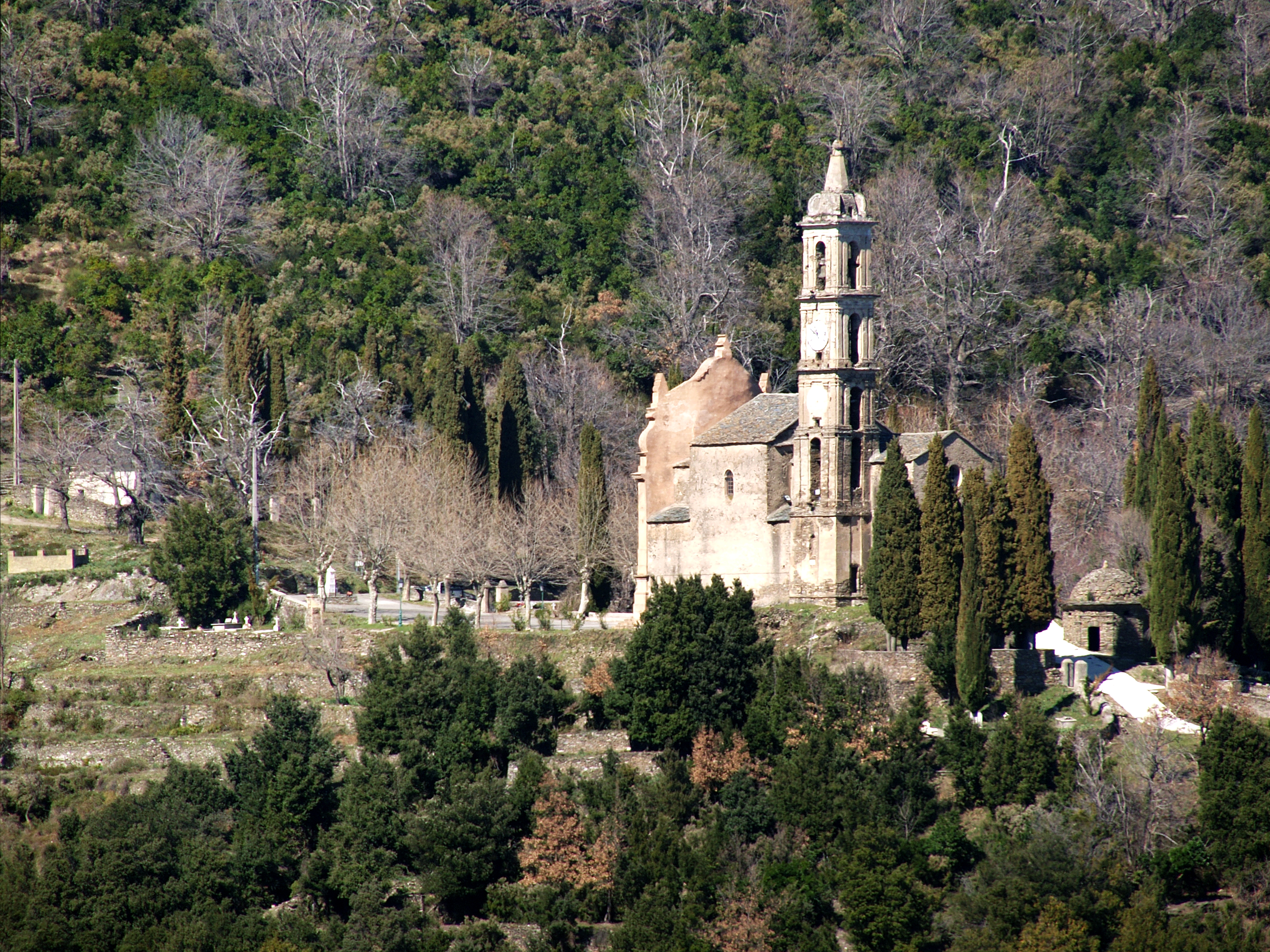
Église Saint-Augustin.
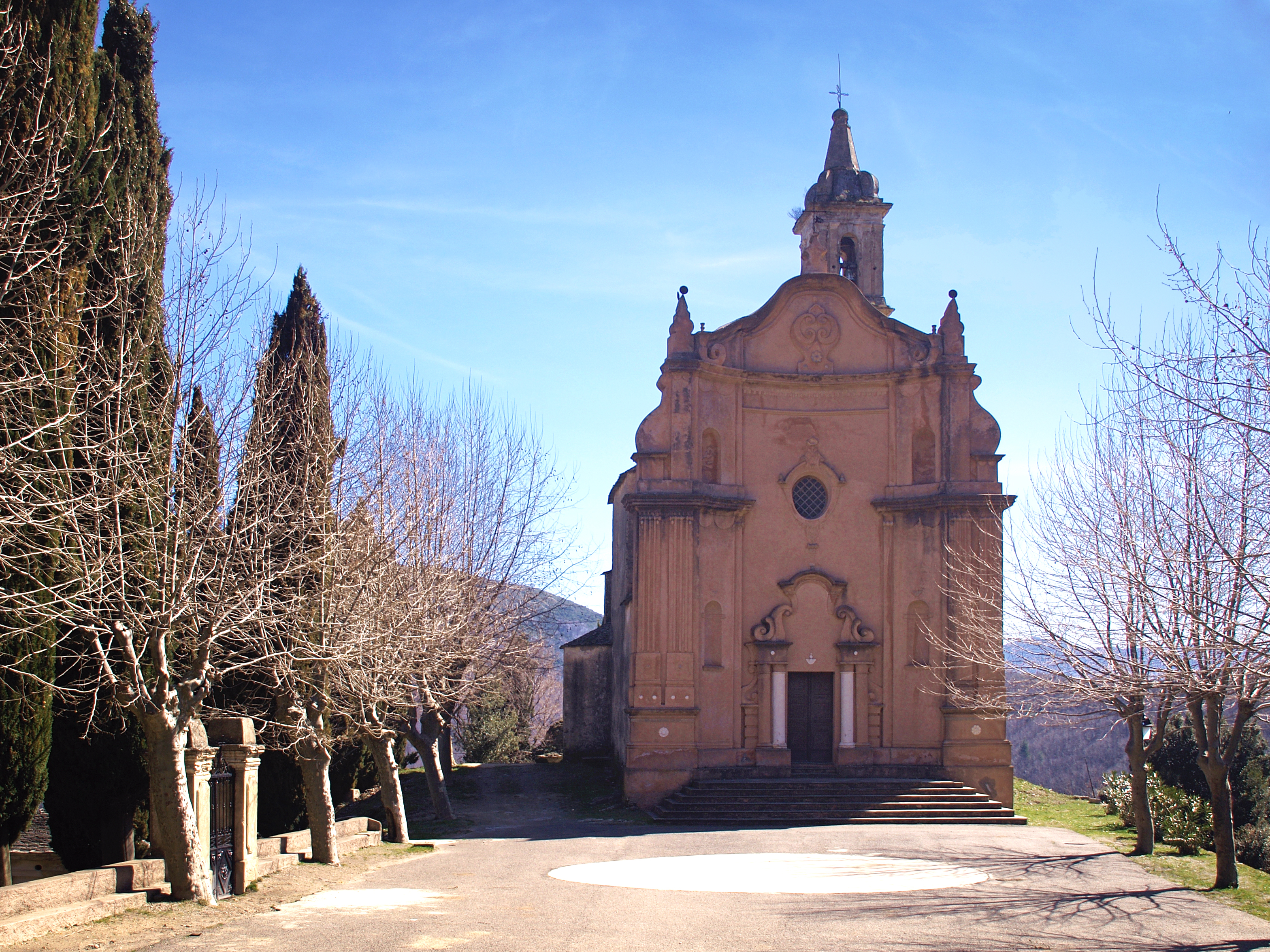
Façade occidentale.
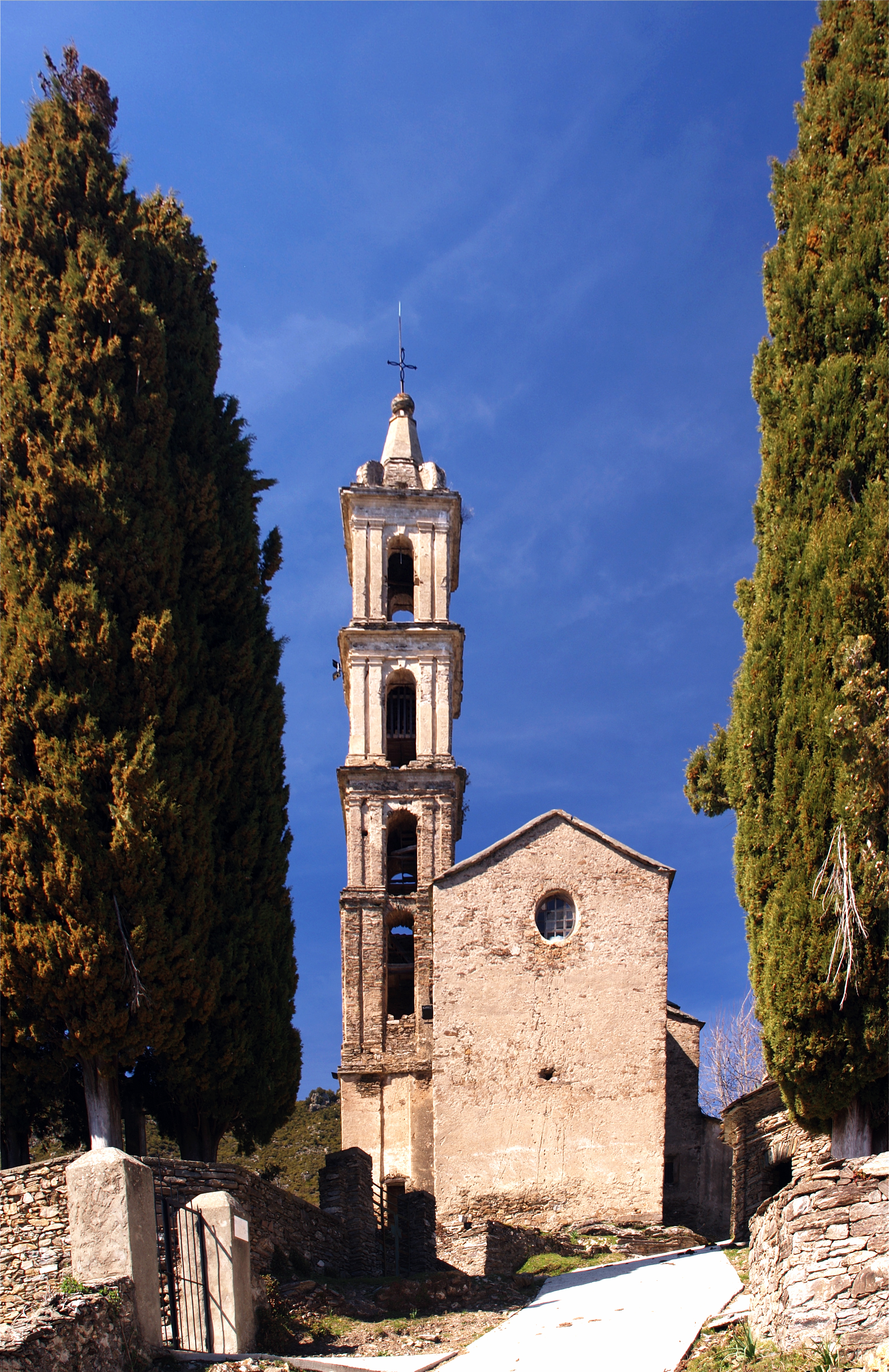
Chevet.
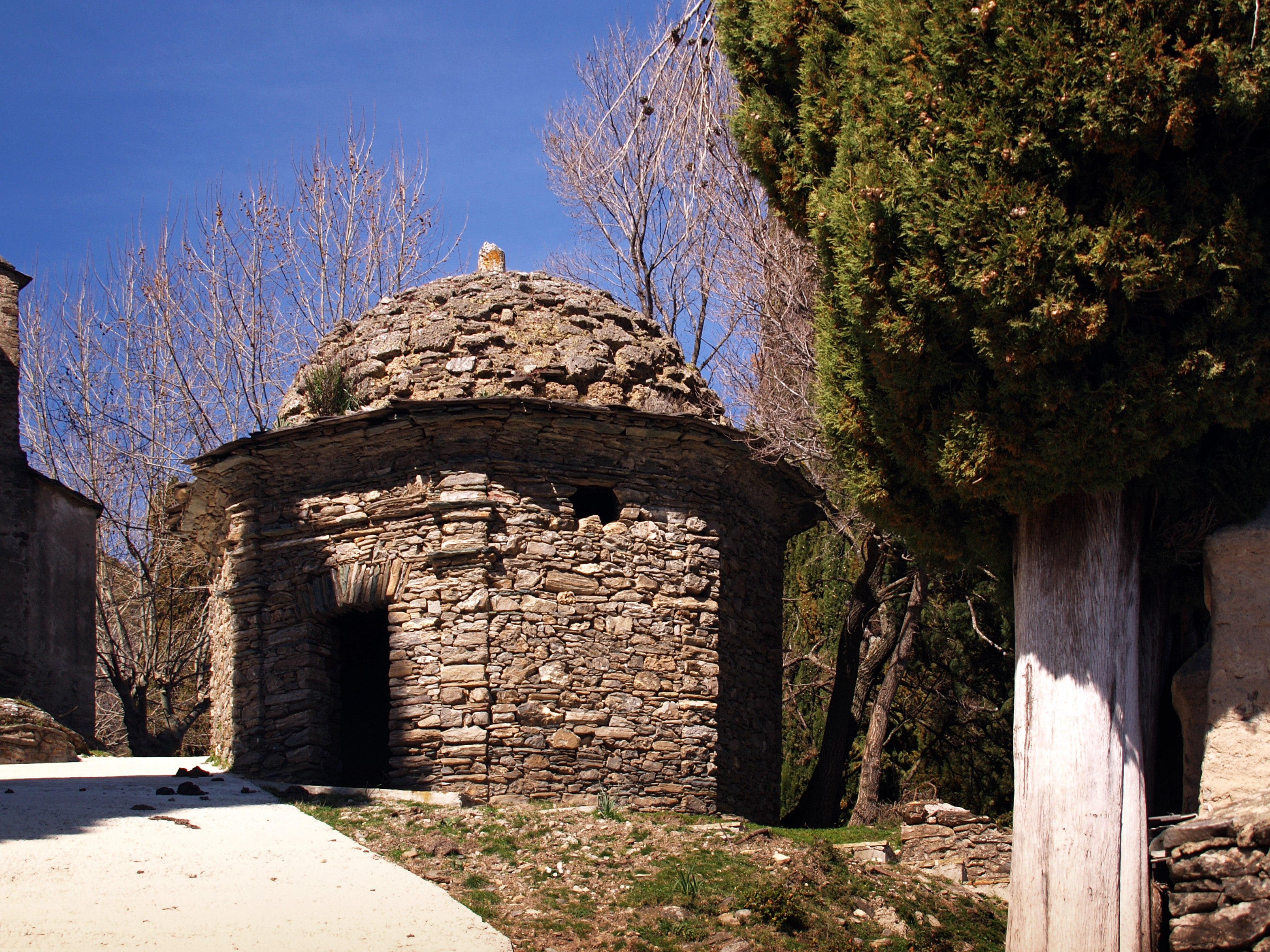
Tombe située en contrebas du chevet

##### Chapelle Saint-Sébastien

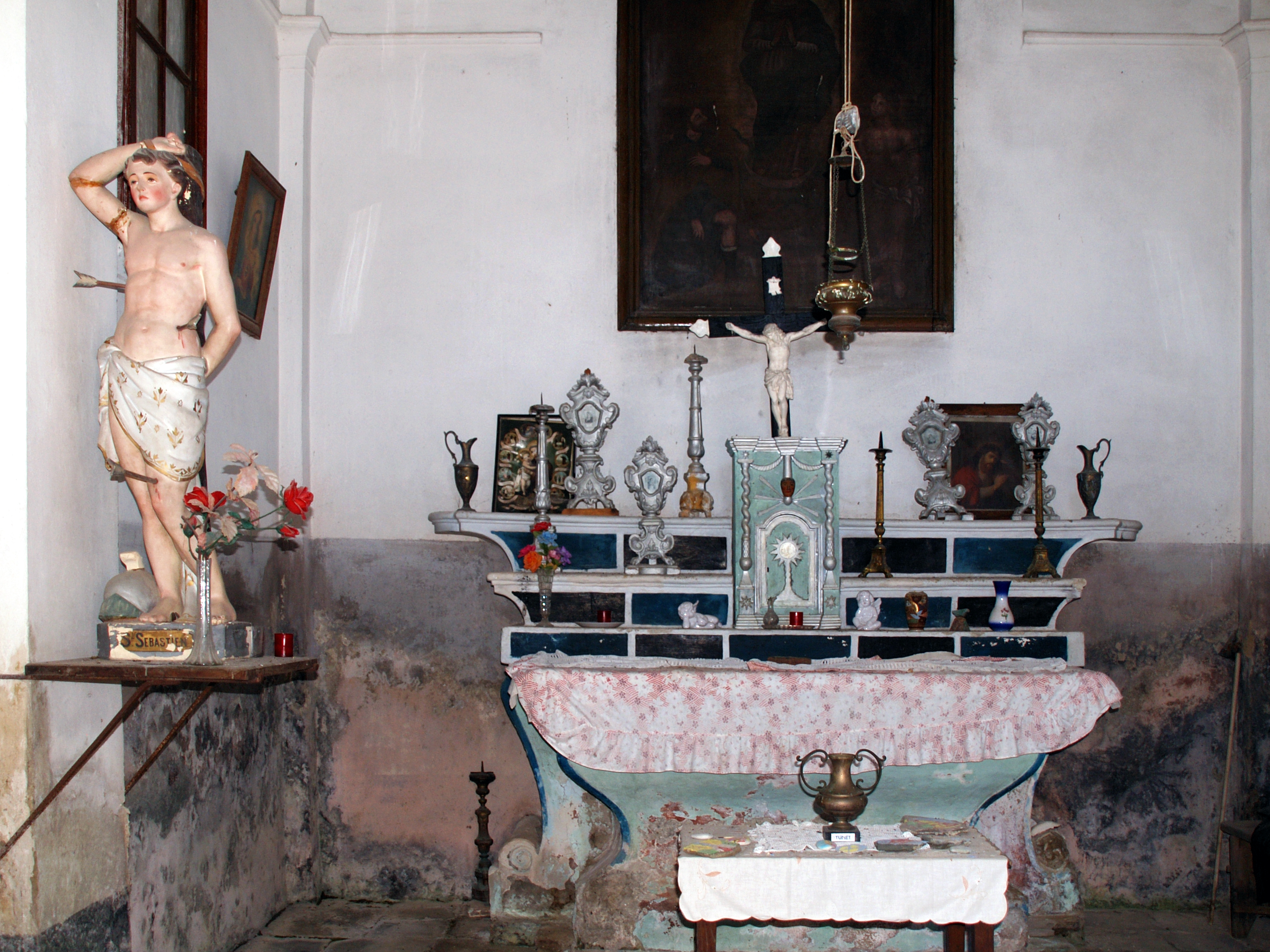
L'autel de la chapelle Saint-Sébastien.

La chapelle Saint-Sébastien (San Sebastiabnu) au cœur de Piazze. Datée de 1846, elle est reprise à l'Inventaire général du patrimoine culturel.

##### Chapelle Saint-Jean-Baptiste
La chapelle Saint-Jean-Baptiste (San Giovanni) située au hameau de Fornoli, date des XVIe et XVIIe siècles. Elle est reprise à l'Inventaire général du patrimoine culturel.

##### Chapelle Saint-Michel

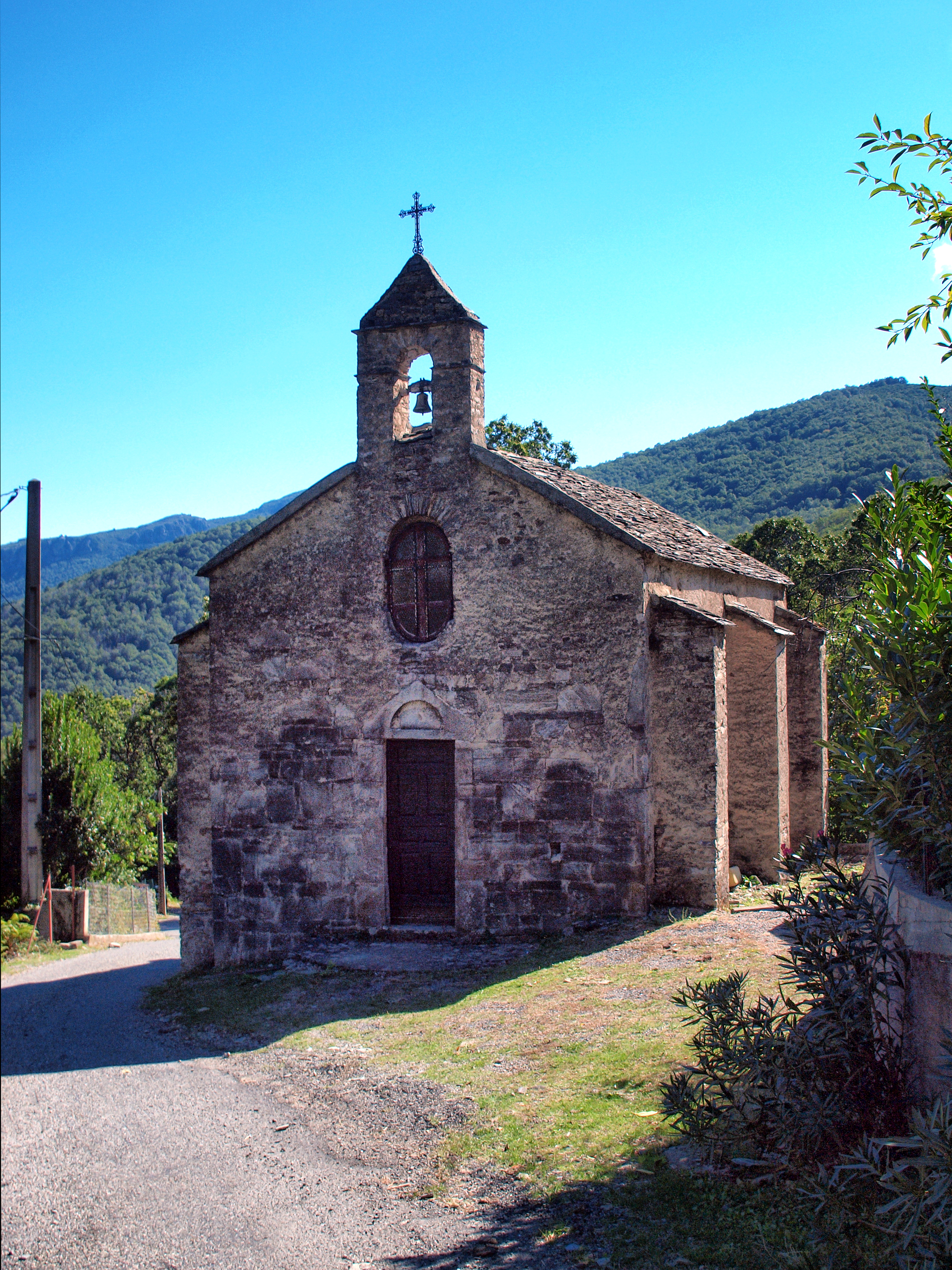
Chapelle Saint-Michel.

La chapelle Saint-Michel (San Michele) se trouve au hameau de Pianelli. Pouvant dater du XIIe siècle ou du XIIIe siècle, elle a été remaniée au cours du XIXe siècle. C'est un édifice de plan allongé, à nef unique couverte d'une voûte en berceau, prolongée par une abside voûtée en cul-de-four. Sa façade principale est surmontée d'un campanile à baie libre cintrée. Elle est reprise à l'Inventaire général du patrimoine culturel.

#### Patrimoine mobilier
L'église paroissiale Saint-Augustin renferme une œuvre classée Monument historique, un tableau et son cadre la Rencontre du Christ et de sainte Véronique - limite XVIIe et XVIIIe siècles, provenant vraisemblablement de l'ancienne collection du cardinal Joseph Fesch.

### Patrimoine naturel

#### ZNIEFF
Ortiporio est concernée par deux ZNIEFF de 2e génération :
Landes et pelouses sommitales du massif du San Petrone
La ZNIEFF 940004201 concerne 19 communes. Elle comprend trois unités distinctes, distribuées du nord au sud sur les crêtes du massif de San Petrone. Castello-di-Rostino se situe dans l'unité au nord du col de Prato où l'on trouve un ensemble de plateaux sommitaux et de croupes à faible pente qui culminent au Monte Compoli à 1 236 mètres.
Châtaigneraies de la petite Castagniccia
La ZNIEFF 940004146 qui s’étend de nord en sud, du col de Pirello jusqu’au du rocher de Muteri, sur une zone dite « petite Castagniccia » qui couvre 43 communes. La végétation est dominée par les châtaigneraies le plus souvent présentes sous forme de vergers ou de taillis.

### Personnalités liées à la commune
- Ange-Pierre Moroni (Ortiporiu 1762 - Bastia 1835), général de brigade. Il a été fait baron par Napoléon Ier.